# آرتامازد استپانیان
آرتامازد استپانیان (ارمنی: Արամազդ Ստեփանեան؛ انگلیسی: Aramazd Stepanian؛ زادهٔ ۱۱ اکتبر ۱۹۵۱) بازیگر، تهیه‌کننده، کارگردان، نمایشنامه‌نویس ارمنی‌تبار اهل ایالات متحده آمریکا است. وی مالک، کارگردان هنری و تهیه‌کننده Luna Playhouse می‌باشد. وی همچنین پیشتر کاندیدای برای شورای شهر لس آنجلس، کالیفرنیا بود.

## زندگی‌نامه
وی در ۱۱ اکتبر ۱۹۵۱ در آبادان به دنیا آمد .